# Clínica Valdés

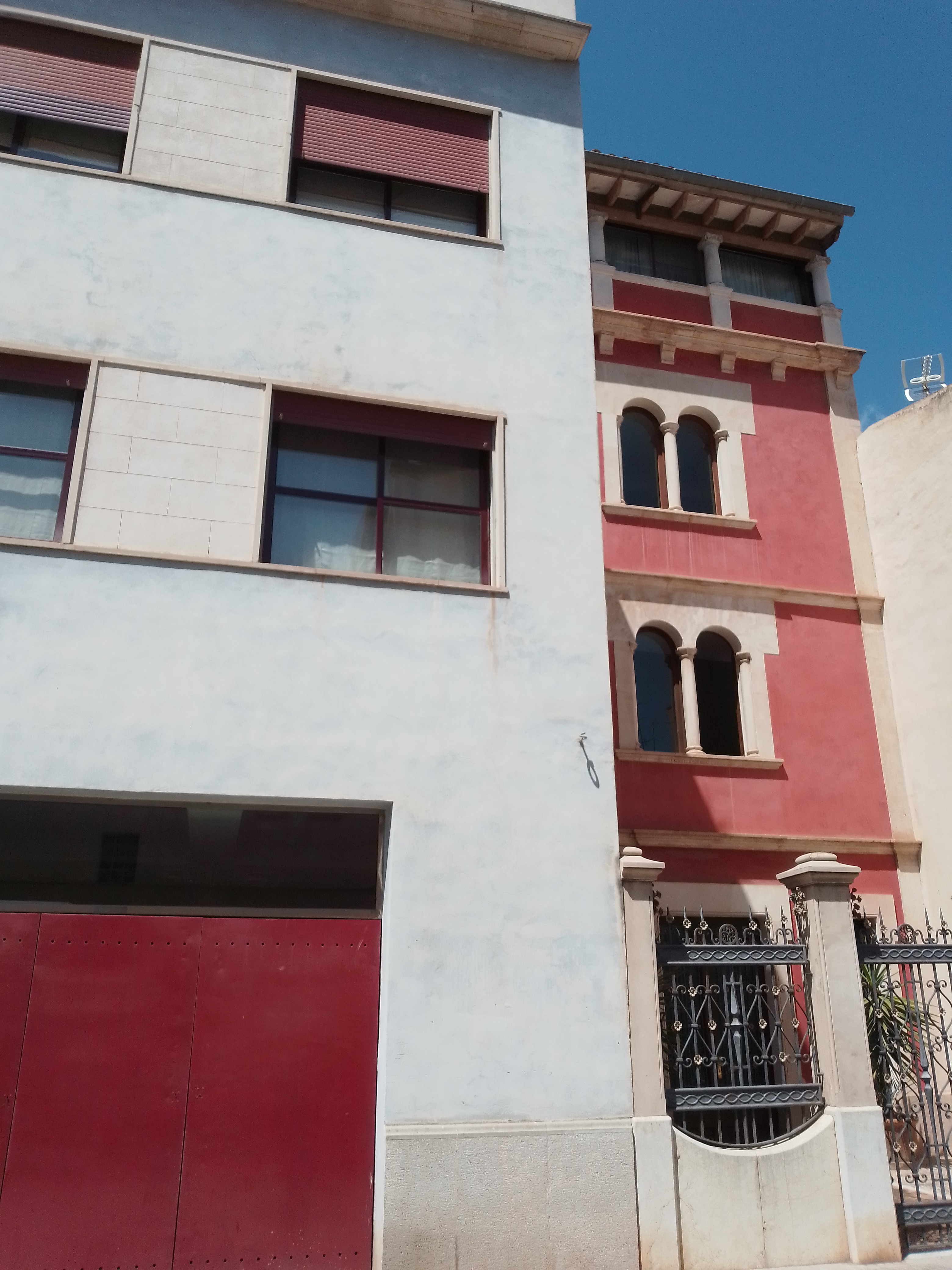
Façana de la clínica Valdés

La Clínica Valdés era una clínica quirúrgica privada fundada pel doctor Francisco Valdés Guzmán (Madrid 1890 - Palma 1969). Va estudiar Traumatologia i Medicina General a Barcelona. La clínica estava situada al carrer Antillón, 37 de Palma, al barri de la plaça de Pere Garau.
Va estar en funcionament des de l'any 1925 fins al 1965, quan l'edifici fou venut. El 1941 fou considerada clínica de primera categoria. Tenia 14 llits i era atesa per les monges franciscanes del convent situat al mateix carrer Antillón, just davant de la clínica. Cap dels 13 fills del Dr. Valdés va continuar amb la professió, i per això va haver de vendre la clínica a l'any 1965.
A partir dels anys 70 l'edifici fou un magatzem de Tabacalera. Això va provocar que es perdés part del seu interior.
Després d'estar uns anys en desús aquest edifici, a l'any 2000 es va posar a la venda per a la seva demolició. Però fou l'aparellador Hèctor Fernández que va decidir fer la seva rehabilitació. El va transformar en cinc habitatges i encara es va poder conservar alguns elements originals com les rajoles hidràuliques, portes, motllures així com part del mobiliari i la porta de la capella. En aquesta darrera fase de rehabilitació, es va trobar, en perfectes condicions, un refugi antiaeri que es creà durant la Guerra Civil.
La seu d'aquesta clínica va ser un edifici que es construí en dues etapes. De la primera se n'encarregà l'arquitecte Gaspar Bennàssar i Moner a l'any 1924, que li donà a la construcció un estil regionalista. La segona etapa és d'un estil arquitectònic racionalista que es dugué a terme l'any 1940 per l'arquitecte Guillem Forteza i Piña.